# 大東町 (大阪市)
大東町（だいとうちょう）は、大阪府大阪市都島区にある町名。現行行政地名は大東町一丁目から大東町三丁目。

## 地理
大阪市都島区の北東部に位置する。西は毛馬町、南は高倉町、東はJR西日本おおさか東線を挟んで旭区赤川、北は淀川を挟んで東淀川区東淡路のそれぞれ接する。

### 河川
- 淀川
- 城北川

## 歴史

### 地名の由来
大阪市東部の新興地域であったことに由来する.

## 世帯数と人口
2019年（平成31年）3月31日現在の世帯数と人口は以下の通りである。
| 丁目         | 世帯数    | 人口    |
| ------------ | --------- | ------- |
| 大東町一丁目 | 904世帯   | 1,691人 |
| 大東町二丁目 | 822世帯   | 1,590人 |
| 大東町三丁目 | 1,236世帯 | 2,472人 |
| 計           | 2,962世帯 | 5,753人 |

### 人口の変遷
国勢調査による人口の推移。
| 1995年（平成7年）  | 6,077人 | [ 5 ] |  |
| 2000年（平成12年） | 6,040人 | [ 6 ] |  |
| 2005年（平成17年） | 6,264人 | [ 7 ] |  |
| 2010年（平成22年） | 5,842人 | [ 8 ] |  |
| 2015年（平成27年） | 5,846人 | [ 9 ] |  |

### 世帯数の変遷
国勢調査による世帯数の推移。
| 1995年（平成7年）  | 2,548世帯 | [ 5 ] |  |
| 2000年（平成12年） | 2,596世帯 | [ 6 ] |  |
| 2005年（平成17年） | 2,845世帯 | [ 7 ] |  |
| 2010年（平成22年） | 2,734世帯 | [ 8 ] |  |
| 2015年（平成27年） | 2,735世帯 | [ 9 ] |  |

## 学区
市立小・中学校に通う場合、学区は以下の通りとなる。なお、小学校・中学校入学時に学校選択制度を導入しており、通学区域以外に都島区の小学校・中学校から選択することも可能。
| 丁目         | 番   | 小学校             | 中学校             |
| ------------ | ---- | ------------------ | ------------------ |
| 大東町一丁目 | 全域 | 大阪市立大東小学校 | 大阪市立淀川中学校 |
| 大東町二丁目 | 全域 | 大阪市立大東小学校 | 大阪市立淀川中学校 |
| 大東町三丁目 | 全域 | 大阪市立大東小学校 | 大阪市立淀川中学校 |

## 事業所
2016年（平成28年）現在の経済センサス調査による事業所数と従業員数は以下の通りである。
| 丁目         | 事業所数  | 従業員数 |
| ------------ | --------- | -------- |
| 大東町一丁目 | 69事業所  | 396人    |
| 大東町二丁目 | 108事業所 | 553人    |
| 大東町三丁目 | 27事業所  | 124人    |
| 計           | 204事業所 | 1,073人  |

## 施設
- 淀川河川公園赤川地区
- 城北緑道
- 都島リバーシティ

### 企業
- あさひ西日本研修センター - 「サイクルベースあさひ」創業の地で旧本社。現在の本社は都島区高倉町にある。

## 交通

### 鉄道
- 地内に駅はないが、2019年（平成31年）3月にJR西日本おおさか東線の城北公園通駅が開業した。
  - 淀川橋梁（赤川鉄橋）

### 道路
- 阪神高速12号守口線 都島入口
- 大阪府道801号大阪吹田自転車道線
- 大阪市道中津太子橋線（城北公園通）
- 大阪市道赤川天王寺線

## その他

### 日本郵政グループ
- 〒534-0002[3]（集配局：都島郵便局[13]）
- 都島大東郵便局：大東町1丁目

### 商店街
- 大東商店街 - 大東町1丁目